# Пембрук (Северна Каролина)
Пембрук (енгл. Pembroke) град је у америчкој савезној држави Северна Каролина.

## Демографија
По попису из 2010. године број становника је 2.973, што је 574 (23,9%) становника више него 2000. године.
| Група             | 2000.      | 2010.       |
| Белци             | 226 (9,4%) | 471 (15,8%) |
| Афроамериканци    | 126 (5,3%) | 367 (12,3%) |
| Азијати           | 13 (0,5%)  | 17 (0,6%)   |
| Хиспаноамериканци | 26 (1,1%)  | 65 (2,2%)   |
| Укупно            | 2.399      | 2.973       |